# Xã Warren, Quận Jefferson, Ohio
Xã Warren (tiếng Anh: Warren Township) là một xã thuộc quận Jefferson, tiểu bang Ohio, Hoa Kỳ. Năm 2010, dân số của xã này là 4.232 người.